# Campbell’s Cycle Works
Campbell’s Cycle Works war ein australischer Hersteller von Fahrrädern, Motorrädern und Automobilen.

## Unternehmensgeschichte
Das Unternehmen aus Hobart stellte ursprünglich Fahrräder her. 1900 begann unter Leitung von Archibald Campbell die Produktion von Automobilen. Der Markenname lautete Campbell. 1912 endete die Produktion. Insgesamt entstanden drei Fahrzeuge, von denen eines verkauft wurde.

## Automobile
Das erste Fahrzeug entstand 1900 oder 1901. Dies war ein Dampfwagen. Der Dampfmotor mit zwei Zylindern leistete 7 PS. Die offene Karosserie in Dos-à-dos-Form bot Platz für vier Personen.
Etwa 1906 entstand ein Fahrzeug mit einem Ottomotor. Treibstoff war Naphtha.
Das letzte Fahrzeug ist auf etwa 1912 datiert. Dies war ein leichter Zweisitzer mit einem Elektromotor.
Im April 1904 gewann Archibald Campbell eine Wettfahrt mit einem seiner Autos gegen eine Lokomotive auf der Strecke von Launceston nach Hobart. Er benötigte für die 170 km 400 Minuten, was einem Durchschnitt von 25,5 km/h entspricht.